# Sminkevaart
De Sminkevaart is een kanaal in Gaasterland in het zuiden van de Nederlandse provincie Friesland.
De Sminkevaart werd aanvankelijk de Steendollensvaart genoemd. Deze naam zou de vaart te danken hebben aan de bij het graven van het kanaal opgedolven zwerfkeien, die gebruikt werden voor de versterking van de zeewering. Het kanaal loopt ten noordoosten van Oudemirdum en mondt ten zuidwesten van de Kippenburg uit in de Van Swinderenvaart, een verlenging van de Luts. Beide kanalen werden in 1840 gegraven in opdracht van de grootgrondbezitter Van Swinderen. Via deze kanalen kon het eikenhout uit de bossen worden afgevoerd, omgekeerd werd er vruchtbare terpgrond uit de kleistreek van Friesland aangevoerd. Door de aanleg van deze kanalen werd de afwatering van dit deel van Gaasterland verbeterd. Ten westen van de Sminkevaart ligt het Roekebos en ten oosten het terrein van de Golfclub Gaasterland.

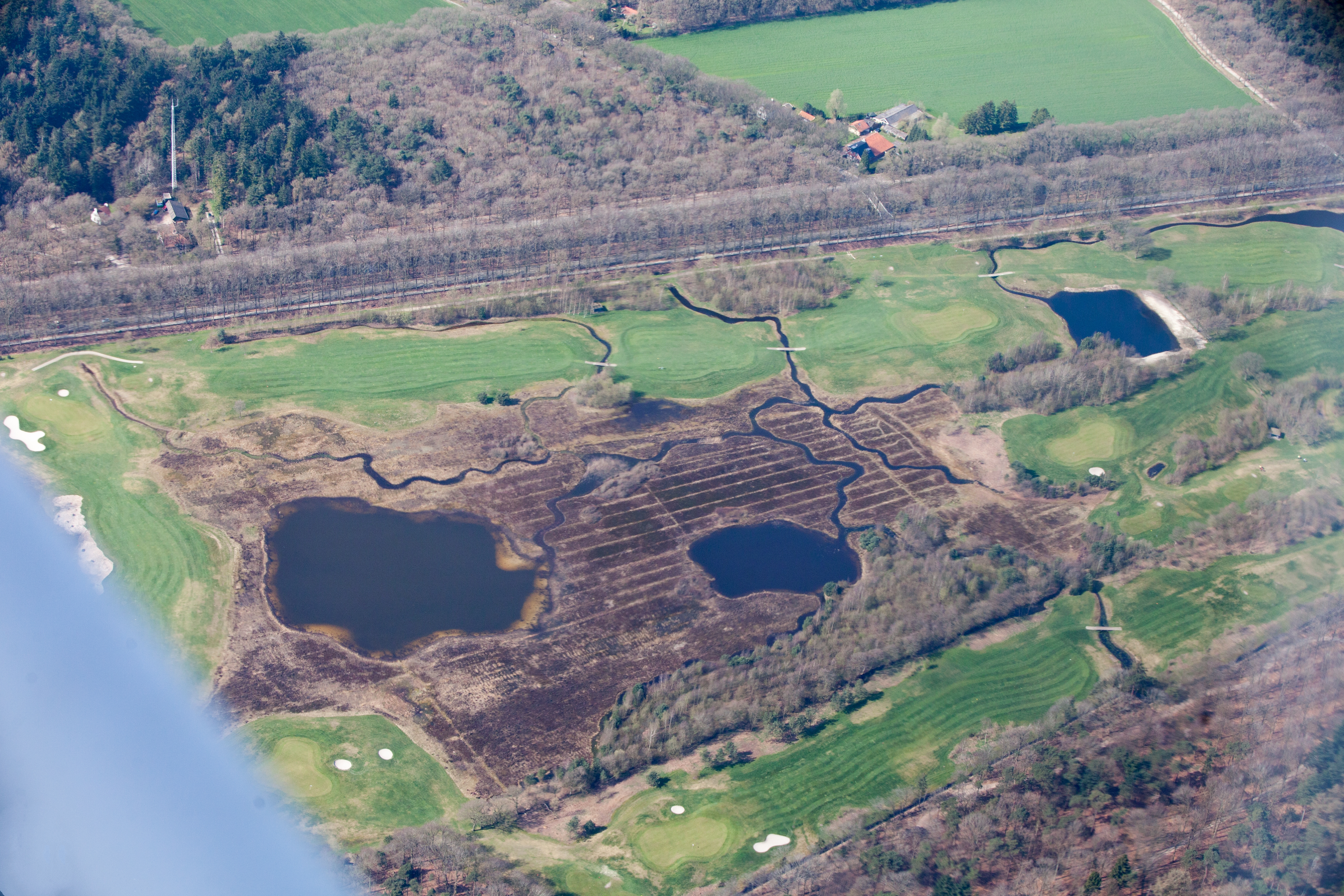
De Sminkevaart ter hoogte van Golfclub Gaasterland, gezien in westelijke richting.

Over de Sminkevaart ligt in de Oude Balksterweg een brug met de naam Schaarslijpersbrug. Deze brug zou zijn naam te danken hebben aan de eerste passant die over de brug liep na het gereedkomen ervan. Achter de brug zou een woonboot van een familie van scharenslijpers hebben gelegen. Een andere lezing is dat de brug genoemd is naar een scharenslijper, die hier een meisje vermoord zou hebben.